# مالكولم كروسبي
مالكولم كروسبي (بالإنجليزية: Malcolm Crosby)‏ (4 يوليو 1954 في المملكة المتحدة - ) هو مدرب كرة قدم ولاعب كرة قدم بريطاني في مركز الوسط. لعب مع نادي ريكسهام ونادي يورك سيتي ونادي ويمبلدون ونادي ألدرشوت ونادي تشيلتنهام تاون لكرة القدم.

## روابط خارجية
- مالكولم كروسبي على موقع قاعدة بيانات كرة القدم.إي يو (الإنجليزية)
- مالكولم كروسبي على موقع Soccerbase.com (مدرب) (الإنجليزية)
- مالكولم كروسبي على موقع عالم كرة القدم.نت (الإنجليزية)